# 睦沢町巡回バス
睦沢町巡回バス（むつざわまちじゅんかいバス）は、千葉県長生郡睦沢町のコミュニティバス。小湊鉄道長南営業所が受託している。

## 現行路線
巡回バスの主な停留所は以下の通り。
- つどいの郷 → 佐貫区民センター → 上沢 → 川音 → 碇上集会場 → つどいの郷 → 睦沢町役場 → 長生農協睦沢支所 → （うぐいす里 → 榊団地 → 岩井・神田） → 長生農協睦沢支所 → 睦沢町役場 → つどいの郷

土休日運休。

## 運賃
- 小学生以上 200円
- 未就学児・障害者手帳所持者は無料